# Храбрец и зло
«Храбрец и зло» (кит. 黑白道 — Чёрно-белая мораль) — тайваньский фильм с боевыми искусствами режиссёра Джимми Ван Юя, вышедший на экраны в 1971 году.

## Сюжет
Большая, хорошо организованная банда грабителей во главе с мастером кунг-фу Чжао Иху по прозвищу Дьявольский Кнут нападает и грабит эскорт, перевозящий средства для помощи жертвам голода. Во время нападения убит глава эскорта Хун Давэй. Его дочь, Хун Тяньцзяо, владеющая искусством двойных ножей, стремится отомстить убийцам отца. В этом ей помогает молодой кунгфуист Бай Сыфэн по прозвищу Железная Ладонь.

## В ролях
| Актёр           | Роль                      |
| --------------- | ------------------------- |
| Джимми Ван Юй   | Железная Ладонь Бай Сыфэн |
| Шангуань Линфэн | Хун Тяньцзяо              |
| Пол Чжан        | Дьявольский Кнут Чжао Иху |
| Кеннет Чан      | Быстрый Меч Цзе Фэй       |
| Сюэ Хань        | Мясник Ли Эръю            |
| Вань Чуншань    | Убийца Лю Бяо             |
| Мяо Тянь        | счетовод Дин Эрма         |
| Ма Цзи          | глава эскорта Хун Дэвэй   |
| Ли Куань        | повар в трактире          |
| Фун Нгай        | член эскорта              |
| Ян Чэнь         | Хун Тяньлун               |
| Ван Юн          | Янь Гуйлян                |

## Съёмочная группа
- Компания: International Film Production
- Продюсер: Ша Жунфэн
- Исполнительный продюсер: Сяу Лянфан
- Режиссёр и сценарист: Джимми Ван Юй
- Ассистент режиссёра: Ян Цзинчэнь
- Постановка боевых сцен: Ю Тяньлун
- Художник: Цао Няньлун
- Монтажёр: Куок Тхинхун
- Грим: У Сюйцин
- Дизайнер по костюмам: Чжу Лицзюнь
- Оператор: Цю Яоху
- Композитор: Чжоу Лян[1]